# Ласер (Атлантические Пиренеи)
Ласе́р (фр. Lasserre) — коммуна во Франции, находится в регионе Аквитания. Департамент — Атлантические Пиренеи. Входит в состав кантона Тер-де-Люи и Кото-дю-Вик-Бий. Округ коммуны — По.
Код INSEE коммуны — 64323.

## География

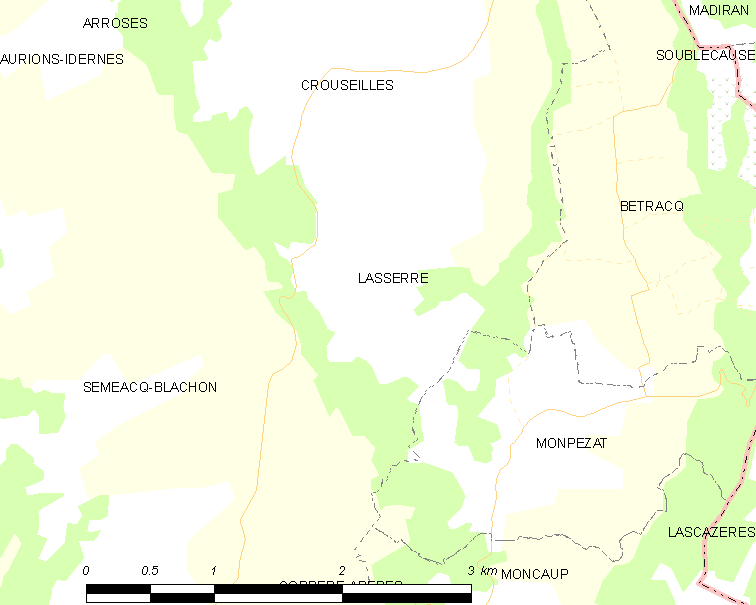
Карта коммуны

Коммуна расположена приблизительно в 630 км к югу от Парижа, в 155 км южнее Бордо, в 34 км к северо-востоку от По.
По территории коммуны протекает река Ларсис.

### Климат
Климат тёплый океанический. Зима мягкая, средняя температура января — от +5°С до +13°С, температуры ниже −10 °C бывают редко. Снег выпадает около 15 дней в году с ноября по апрель. Максимальная температура летом порядка 20-30 °C, выше 35 °C бывает очень редко. Количество осадков высокое, порядка 1100 мм в год. Характерна безветренная погода, сильные ветры очень редки.

## Население
Население коммуны на 2010 год составляло 95 человек.
| 1962 | 1968 | 1975 | 1982 | 1990 | 1999 | 2010 |
| ---- | ---- | ---- | ---- | ---- | ---- | ---- |
| 88   | 104  | 111  | 101  | 116  | 101  | 95   |

## Администрация
| Период | Период | Фамилия        | Партия | Примечания |
| ------ | ------ | -------------- | ------ | ---------- |
| 1995   | 2014   | Жорж Вассалло  |        |            |
| 2014   | 2020   | Мишель Жантруа |        |            |

## Экономика
В 2010 году среди 61 человека трудоспособного возраста (15-64 лет) 40 были экономически активными, 21 — неактивными (показатель активности — 65,6 %, в 1999 году было 75,8 %). Из 40 активных жителей работали 35 человек (19 мужчин и 16 женщин), безработных было 5 (1 мужчина и 4 женщины). Среди 21 неактивных 5 человек были учениками или студентами, 13 — пенсионерами, 3 были неактивными по другим причинам.

## Достопримечательности
- Церковь Св. Мартина и ворота на кладбище (XII век). Исторический памятник с 1987 года[4]
- Руины оборонительных укреплений (XI век)[5]

## Фотогалерея

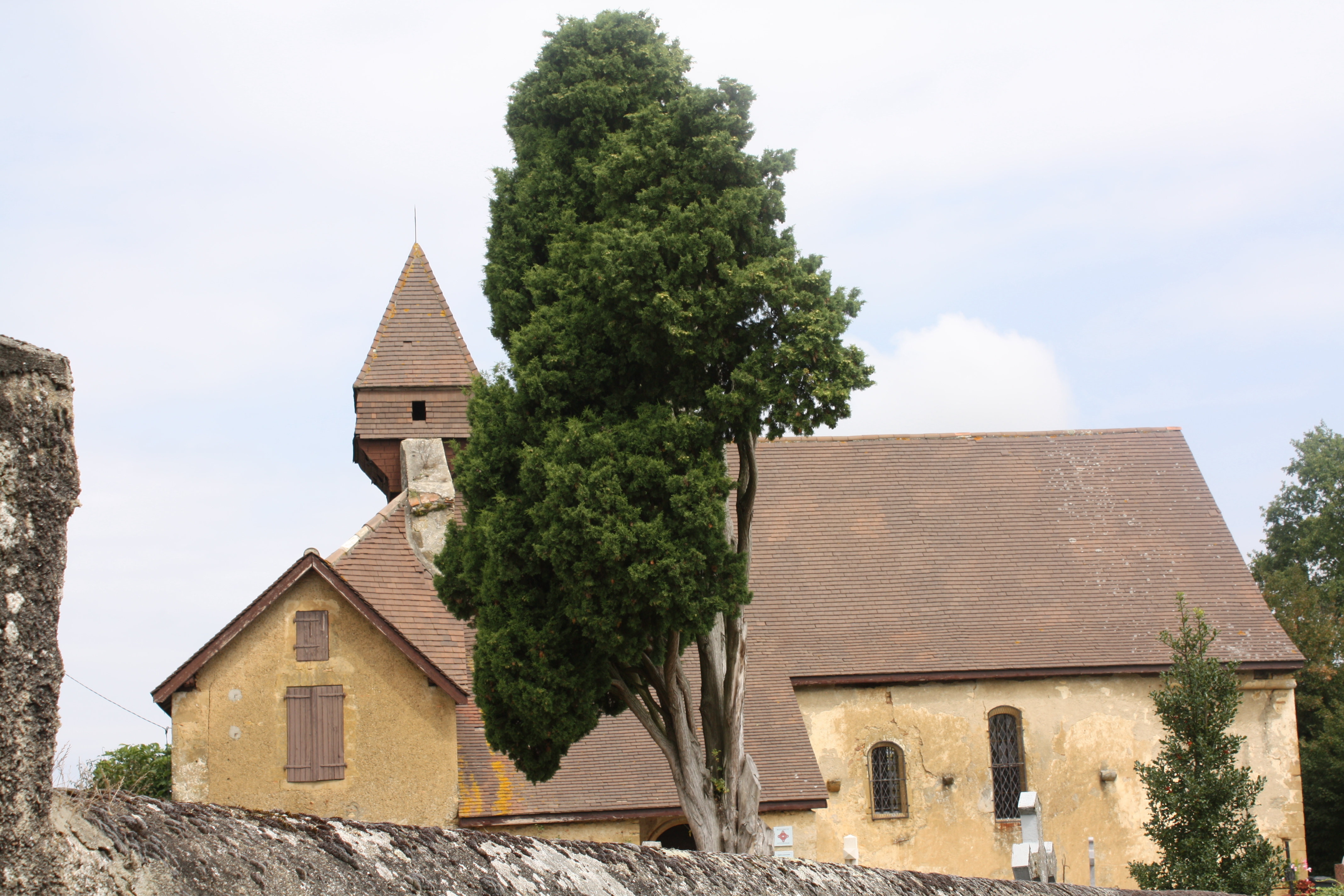
Церковь Св. Мартина
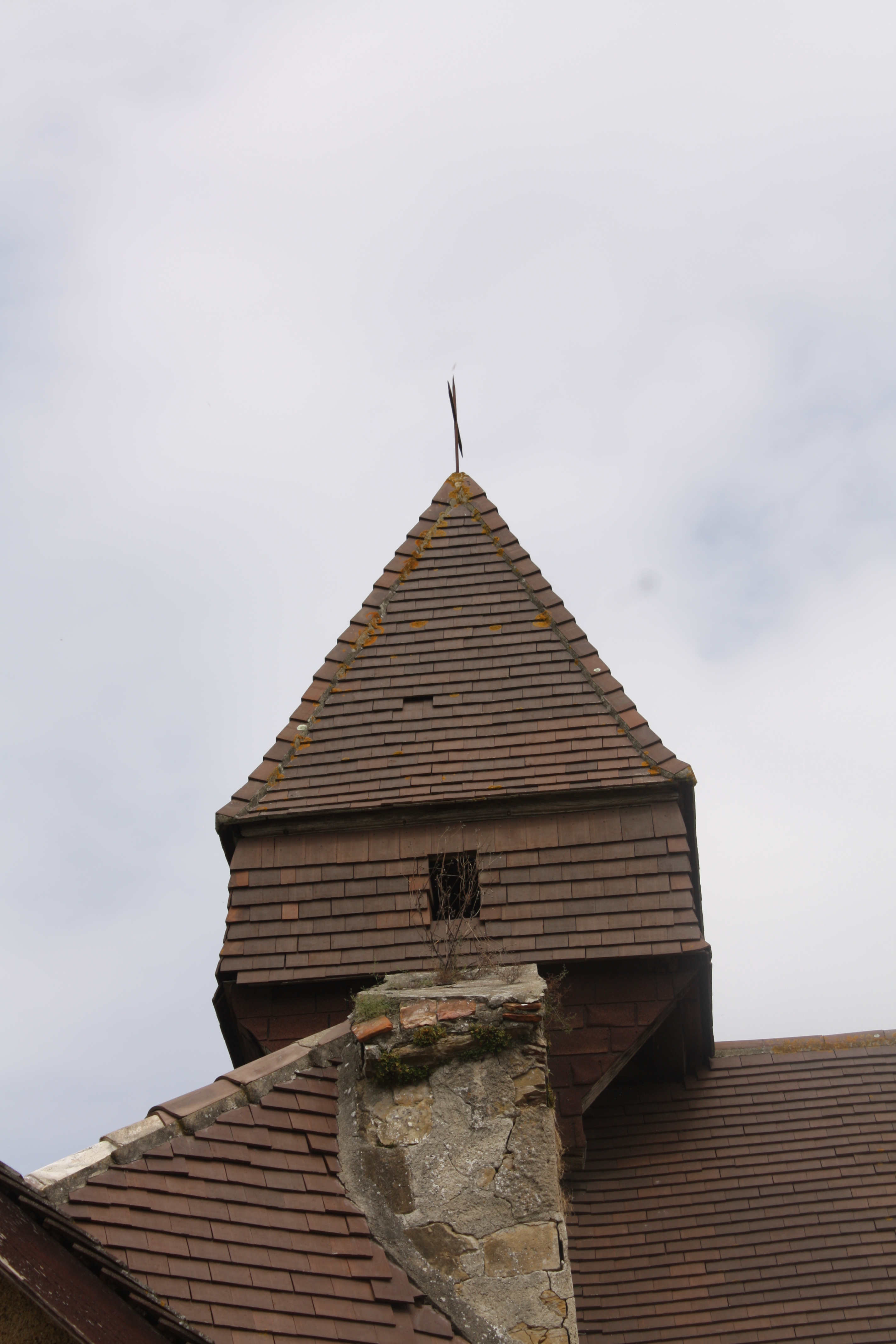
Церковь Св. Мартина